# XEV YOYO
A XEV YOYO egy akkumulátoros elektromos kisautó, amelyet 2021-től gyártanak.

## Története
A XEV YOYO megalkotása 2016-ban kezdődött, az alapjául szolgáló első koncepcióautót a torinói Salone del Parco del Valentino rendezvényen mutatták be 2019 júniusában.
2019 decemberében bemutatták az autó egy előszériás modelljét, amelyet számos műanyag alkatrész felépítése jellemez, 3D nyomtatóval történő gyártási eljárással.
A sorozatgyártás végleges modelljét 2021 szeptemberében mutatták be a müncheni autószalonon. A XEV YOYO gyártása 2021 szeptemberében kezdődött, és európai országokban értékesítik. Az összeszerelés egyszerűsítése és felgyorsítása érdekében az autó összesen 57 alkatrészből áll.

## Technikai információ
Egy háromfázisú, 11 kW-os villanymotor hajtja (folyamatos teljesítmény 7,5 kW). Körülbelül 450 kg üres tömeggel (megengedett összsúly 836 kg).
A XEV YOYO sajátossága a 72 voltos lítium-vas-foszfát akkumulátorkészlet cseréjének lehetősége: lemerülésükkor a rendszámtartó mögött található speciális rekeszből kiemelik, és a már feltöltött akkumulátorkészletekkel helyettesítik. minden néhány perc alatt elkészült. Olaszországban az ENI-vel együttműködve néhány állomást állítottak fel az akkumulátorok gyors cseréjére. A három akkumulátorra osztott akkumulátorcsomag teljes kapacitása 10,5 kWh.
A XEV YOYO, amelyet nehéz négykerekűként hagytak jóvá 1,5 szélességének köszönhetően m-ben két ülés fér el az utastérben, egymás mellett. A YOYO dizájnját a kisbusz formája jellemzi, nagy íves üvegfelületekkel (az ajtók építésére is használják), és LED-es fényszórókkal szerelték fel.
Az alapfelszereltség része a légkondicionálás, az ABS, a panoráma üvegtető, az elektromos ablakemelők, a 7"-es digitális kijelzőből álló multimédiás rendszer, két sztereó hangszóróval és négy tárcsafékkel, de a szervokormány hiányzik. Az ülések mögötti csomagtartóba akár 180 liter is belefér.

## Fordítás
- Ez a szócikk részben vagy egészben  a   XEV YoYo című olasz Wikipédia-szócikk ezen változatának fordításán alapul.  Az eredeti cikk szerkesztőit annak laptörténete sorolja fel. Ez a jelzés csupán a megfogalmazás eredetét és a szerzői jogokat jelzi, nem szolgál a cikkben szereplő információk forrásmegjelöléseként.